# Енгельмейер Петро Климентович
Петро Климентович Енгельмейєр (1855 — близько 1941) — перший філософ техніки в Росії.

## Біографія
Його дід, виходець із Німеччини, вивчав медицину у Петербурзі, був у Вологді начальником Медичного керування й дійсним статським радником, що забезпечило йому і його потомству служиле дворянство. Батько Енгельмейєра мав маєток недалеко від Рязані, а мати, уроджена Таптикова, була із дрібнопомісної родини. Енгельмейери мали також невеликий будинок у Москві.
Петро Енгельмейєр закінчив гімназію у Москві й відвідував ліцей у Ніцці. Він володів німецькою, французькою, англійською й італійською мовами. В 1874—1881 р. він учився в Імператорському Московському технічному училищі й по закінченні його одержав диплом інженера-механіка. Він захоплювався також іншими галузями техніки (електротехнікою, літакобудуванням, автомобілізмом і т. д.), був редактором і видавцем журналу «Технік», вчителем механіки в середній технічній школі, у недільній і вечірній школі для робітників, інженером на машинобудівному заводі в Москві, працівником страхового товариства «Росія» і т. д. Але його наукова діяльність протікала у різних інженерних товариствах у Москві, насамперед у Російському технічному й Політехнічному товариствах, а також у Товаристві сприяння успіхам дослідних наук і їхніх практичних застосувань ім. Х. С. Леденцова й інших.
Перу Енгельмейєра належить близько 100 статей, брошур і книг (з них близько 20 німецькою та французькою мовами).
Основною працею Энгельмейера можна вважати "Філософію техніки", у якій він уводить цілий ряд нових понять. Насамперед, це поняття техніцизму і еврології. Починав же він свою діяльність із видання й редагування журналу "Техніка". У першій чверті століття його добре знали як у Росії так і за кордоном. Тому не випадково в 1922 р. радянська громадськість вшановувала П.К.Енгельмейєра "як найстаршого російського працівника у галузі філософії техніки". 
В області техніки інтереси його були різнобічні. В 1912 р. виходить третє видання практичного керівництва "Автомобіль. Мотоциклет. Моторний човен", у якому приводиться історичний нарис про автомобілі з малюнками й фотографіями. Він сам робить автопробіг із Парижа у Москву із сином Володею. З 1909 р. Енгельмейєр викладає курс автомобілебудування, а в 1916 р. випущено, імовірно, один з перших навчальних посібників у Росії, присвячених комплексному навчанню автосправі - "Катехізис шофера". В 1930 р. він випускає разом зі співавторами спеціальне видання, присвячене конструктивним особливостям моторних човнів. А на початку тридцятих років представляє на 30 машинописних сторінках проект Палацу техніки, що передбачалося побудувати на базі Політехнічного музею в Москві. Багато працював П.К.Енгельмейєр і над питаннями, пов'язаними з винахідництвом. В 1897 р. він публікує керівництво для винахідників "Винаходи й привілеї" з додатками, у які ввійшли: закон про привілеї й доповнення до нього, а також вказівки для оформлення документів.
Не чужим був Петро Климентійович до участі у суспільному житті Росії. У 1898 р. він видає сміливу роботу "Критика наукових і художніх навчань графа Л.Н.Толстого". Її головним достоїнством є спроба побачити взаємозв'язок між такими основними духовними напрямками діяльності людини, як мистецтво, наука й техніка. 
Свою пропагандистську, просвітительську й наукову діяльність П.К. Енгельмейєр продовжував і після революції. З 1921 по 1929 р. він читає лекції по історії й філософії техніки на економічному факультеті Бакинського політехнічного інституту, і результаті чого з'являється його "Конспект лекції з філософії техніки. Частина 1. Історія техніки". З 1927 по 1929 р. він керував у Москві створеним ним же кружком із загальних питань техніки при Політехнічному товаристві Всесоюзної асоціації інженерів. Цей кружок виник після вшановування 40-річчя науково-літературної й педагогічної діяльності Енгельмейєра на засіданні політехнічного товариства 5 травня 1927 р., на якому він виступив з доповіддю "П'ятдесятиліття філософії техніки". У журналі "Інженерна праця" (1927. № 3) його порівнюють із Леонардо да Вінчі, називаючи філософом-енциклопедистом, музикантом, живописцем, інженером. Робота кружка була досить інтенсивною, принаймні, протягом двох років. Однак потім кружок розпався, як і саме Політехнічне товариство, Всесоюзна асоціація інженерів була ліквідована постановою СНК СРСР, її керівники пройшли в справі "Промпартії". Почався період реакції. Зі сторінок журналу "Вісник інженерів", що був перейменований в "Вісник інженерів і техніків", зникли статті гуманітарного характеру, їхнє місце зайняли бойові ідеологічні статті й партійні передовиці.
Енгельмейєр виступив із трьома доповідями на IV Міжнародному філософському конгресі в Болоньї в 1911 р. Сам він відзначає, що його виступ одержав живий відгук на конгресі й позитивну оцінку: "Знайшлися філософи, які визнали законність цього предмету. Такі як: голова конгресу Еринквес (Болонья), Емиль Бутру й Анрі Бергсон (Париж), Освальд Кюльпе (Бонн) і Ернст Мах (Відень). Втім останній висловлювався про філософію техніки й раніше". Однак це не мало для нього ніяких наслідків у змісті визнання у філософському середовищі, особливо в Росії. Від Росії на конгресі виступили з доповідями Б. Гогтесман (Кнеп) і Н. Лосскій (Санкт-Петербург). "Філософи почувають себе ближче до науки, ніж до техніки", - ремствував Енгельмейєр. "Це й зрозуміло, тому що наука є вже трохи узагальнене відбиття життя, а техніка є саме життя. Але якщо філософія направляється до фактичного життя, то їй не можна минути техніку, що просочила собою всю сучасність". Звідси Енгельмейєр виводить необхідність розвитку поряд з філософією науки як особливої галузі філософії - філософії техніки. Єдиний, хто з філософів відгукнувся на його заклик, був Ернст Мах, що пише передмову до книги Енгельмейєра "Теорія творчості", що вийшла в 1910 р. одночасно на російській і німецькій мовах. Не залишається перед ним у боргу й Енгельмейєр. Він публікує один з перших збірників робіт Маху російською мовою. У своїй статті по еврології Енгельмейєр відзначає, що теорія пізнання Маха потрібна йому насамперед тому, що "підводить відкриття під категорію винаходу". Теорія Маху, на його думку, уперше усуває цю перешкоду в розвитку еврологии. Раніше наукове відкриття тлумачилося таким чином, начебто людина, роблячи відкриття, знімає покрив із чогось, що існує незалежно від нього. Цей погляд на відкриття й винахід культивувався тисячоріччями. Наприкінці минулого століття Махом був перекинутий цей погляд, що протиставляв відкриття, як відкриття чогось уже існуючого (наприклад, Америки), і винахід, як винахід нової речі (наприклад, компаса). Прихильність Енгельмейєра Маху зіграла з ним злий жарт - праці його в Радянському Союзі надовго одержали ярлик "махізму".
У радянський час переважала негативна оцінка навчання Маху. Це було пов'язане з недозволено грубою й багато в чому несправедливою критикою В.І. Леніном великих вчених, істориків і філософів науки Маху, Оствальда, Петцольдта й інших, що втримується у виданій в 1909 р. книзі "Матеріалізм і емпіріокритицизм". Однак в умовах тоталітарного режиму ця критика стала вбивчою для багатьох. Обвинувачення в махізмі визнавалося не тільки страшним теоретичним і ідеологічним гріхом, але за ним ішли й цілком конкретні санкції адміністративно-командної системи. Донедавна ярлик "махізм" не сприяв поширенню його ідей. Крім того, після публікації в 1929 р. статті "Чи потрібна нам філософія техніки?" с розгромною ідеологічною критикою статті Енгельмейєра в журналі "Інженерна праця", він отримує ярлик "ідеаліста-утопіста". Природно, що подібний "діалог" ні до чого гарного у той час привести не міг. На щастя, це не справило сильного негативного впливу на особисту долю самого П.К. Енгельмейєра, але він надалі переносить свою діяльність із області філософії в практичнішу, ідеологічно нейтральну площину. 

## Перелік основних робіт
- Газовое и нефтяное производство и светильный газъ вообще. СПб, 1884
- О проектировании машин: Психологический анализ. СПб, 1890
- Техніческий итогъ XIX века (Техническое наследство XVIII века. Техника XIX века. Цели и средства техники и проч.). М., 1898
- Обзоръ ученій о машине. // Бюлл. Полит. О-ва, 1900 г
- Новое направление в высшем образовании вообще и в техническом в частности, // Техн. Сб. и В. Пром. 1900 г
- Изобретения и привилегии. Руководство для изобретателей, М., 1900
- Парижъ - Москва на автомобиле М. 1909
- Руководство къ испытанію шофферовъ, М., 1910
- Автомомбиль, мотоциклетъ, моторная лодка. Практическое руководство., М., 1910, Изд. 2-е
- Теорія творчества. Съ предисловіями проф. Овсянико-Куликовского и Эрнста Маха. СПб, 1910
- Творческая личность и среда в области техническихъ изобретеній, СПб, 1911
- Руководство къ привилегированію изобретеній. СПб 1911.
- Філософія техніки. Вып.I. Общий обзор предмета. М., 1912
- Філософія техніки. Вып. II. Современная философия. М., 1912.
- Філософія техніки. Вып. III. Наша жизнь. М., 1912
- Автомобиль, мотоциклетъ, моторная лодка, М., 1912
- Філософія техніки. Вып. 4. Техницизмъ. М., 1913
- Катехізис шофера. – М., 1916
- Моторная лодка. – М-Л.: Гос.изд-во, 1930